# Caldo tlalpeño
Caldo tlalpeño je typ polévky, typické jídlo mexické kuchyně. Jedná se o kuřecí vývar se zeleninou (cizrna, mrkev, zelené fazole, česnek a cibule); k dochucení se obvykle používá merlík, kmín a chipotle. Tradičně se podává s plátky avokáda a kousky sýru, limetkou a smaženými tortilla chipsy.

## Historie
Jedna z teorií o původu caldo tlalpeño je následující: Ve městě Ciudad de México se na počátku 20. století využívaly k dopravě hlavně tramvaje a u zastávky jménem Tlalpan se nacházely stánky, kde připravovali polévky a další jídla. Jedna z prodejkyň, známá jako Doña Pachita, do vývaru přidala chipotle, avokádo a sýr. Její varianta pokrmu se stala populární a recept se rozšířil po celém Mexiku.